# Abdelhamid Sabiri
Abdelhamid Sabiri (arab. عبد الحميد صابيري; ur. 28 listopada 1996 w Gulmimie w regionie Dara-Tafilalt) – marokański piłkarz grający na pozycji pomocnika w klubie Sampdoria, do którego jest wypożyczony z Fiorentiny oraz w reprezentacji Maroka.

## Kariera klubowa
Sabiri urodził się w Maroku, ale w dzieciństwie wyemigrował do Niemiec. Tam pierwsze kroki stawiał w klubach TuS Koblenz oraz SV Darmstadt 98. Pierwszą drużyną w seniorskiej karierze była Sportfreunde Siegen. W 2016 przeniósł się do 1. FC Nürnberg. W latach 2017–2019 reprezentował Huddersfield Town. W Premier League zadebiutował 11 września 2017 przeciwko West Hamowi. W 2019 powrócił do Niemiec, gdzie występował w SC Paderborn 07. Po roku trafił do Ascoli z Serie B. W 2022 trafił do pierwszoligowej Sampdorii. Na początku był jedynie wypożyczony, potem został kupiony. W Serie A zadebiutował 13 lutego 2022 w meczu z Milanem. 30 stycznia 2023 przeniósł się do Fiorentiny, pozostając jednak w Sampdorii do końca sezonu na wypożyczeniu.

## Kariera reprezentacyjna
Sabiri występował w reprezentacji Niemiec do lat 21. W 2022 roku zdecydował się reprezentować Maroko. W drużynie narodowej zadebiutował 23 września przeciwko Chile. W tym samym meczu zdobył pierwszą bramkę w kadrze. Został powołany na Mistrzostwa Świata w Katarze, gdzie Maroko zajęło czwarte miejsce, co było największym osiągnięciem w historii tego kraju.